# Empress of China
Die RMS Empress of China (I) war ein 1891 in Dienst gestellter Ozeandampfer der Canadian Pacific Line, der bis zu seinem Untergang 1911 Passagiere, Post und Fracht auf der Pazifikroute zwischen Kanada und Asien transportierte.

## Geschichte
Die Empress of China und ihre beiden Schwesterschiffe Empress of India und Empress of Japan, die alle drei 1891 in Dienst gestellt wurden, waren die ersten Schiffe der Eisenbahngesellschaft Canadian Pacific Railway, die 1884 ins Schifffahrtsgeschäft eingestiegen war. Nachdem das Unternehmen bis dahin nur gecharterte Schiffe genutzt hatte, gab es 1890 drei Neubauten bei der Werft Naval Construction & Armament Company in Barrow-in-Furness in Auftrag.
Hintergrund war ein Vertrag zwischen der Canadian Pacific Railway und der britischen Regierung, der die subventionierte Beförderung von Post zwischen Großbritannien und Hongkong via Kanada vorsah. Zu diesem Zweck wurden in Großbritannien drei neue Ozeandampfer in Auftrag gegeben, die diesen Service bedienen sollten. Diese drei Schiffe bildeten die Grundlage für den Erfolg der Canadian Pacific Railway in der Handelsschifffahrt. Alle drei hatten Yacht-ähnliche Konturen und einen weißen Schiffsrumpf, was sie sehr elegant erscheinen ließ. Sie waren die ersten Schiffe auf dem Pazifik, die mit Doppelschrauben und Kolbenmaschinen ausgestattet waren.
Das 5.905 Bruttoregistertonnen (BRT) große Dampfschiff lief als erstes der drei Schwestern am 25. März 1890 vom Stapel. Es wurde von Lady Alice Stafford Northcote, der Ehefrau von Baron Henry Stafford Northcote, auf den Namen Empress of China getauft. Das Schiff hatte einen Klipper-Bug, zwei Schornsteine, drei Masten und zwei Schiffsschrauben. An Bord war Platz für 50 Passagiere der Ersten, 150 der Zweiten und 400 der Dritten Klasse. Die beiden Dreifachexpansions-Dampfmaschinen leisteten 10.000 PSi und konnten das Schiff auf bis zu 17,5 Knoten beschleunigen.
Am 15. Juli 1891 legte die Empress of China in Liverpool zu ihrer Jungfernfahrt nach Hongkong und Sues und Vancouver ab. In den folgenden 20 Jahren blieb sie konstant auf der Pazifikroute. Am 25. August 1893 ging in Yokohama der österreichische Erzherzog Franz Ferdinand an Bord der Empress of China, um nach Vancouver zu gelangen. Am 27. Juli 1911 lief die Empress of China in dichtem Nebel und bei schwerer See 65 Seemeilen südlich der Bucht von Tokio auf einen Unterwasserfelsen und sank vor dem Leuchtturm von Nojima-saki am südlichen Ende der Bōsō-Halbinsel. Die beiden japanischen Kreuzer Aso und Sōya halfen bei der Bergung der 185 Passagiere und der Post. Es gab keinen Personenschaden und die Post konnte gerettet werden. Im Oktober 1912 wurde das Wrack gehoben, nach Yokohama geschleppt und dort bei Sasso Shojiro abgebrochen.